# Jabón de aceite
El jabón de aceite se produce mediante el proceso de saponificación, un proceso químico en el que se añade hidróxido de sodio y agua a un aceite, lo que da como resultado jabón y glicerina.
Hasta hace no muchos años el jabón de aceite se hacía en los hogares, bares y restaurantes para aprovechar el aceite de cocina usado, que se filtraba con una gasa o un colador muy fino y se utilizaba como materia prima para hacer jabón de aceite. Con el nacimiento de productos industriales esta tradición fue desapareciendo, pero en los últimos años, con la fiebre de las manualidades, del «hazlo tú mismo», de la autosuficiencia, del regreso a las costumbres y tradiciones ancestrales y de utilizar productos «menos industriales», ha vuelto a resurgir.

## Proceso de elaboración
Elaborar este tipo de jabones no es sencillo ya que se hace mediante un proceso químico que no se completa si no se realiza en las condiciones adecuadas y además en su elaboración se utiliza hidróxido de sodio o hidróxido sódico, conocido también como «sosa cáustica», un producto peligroso que debe manejarse con sumo cuidado.
Para elaborar el jabón de aceite hay que mezclar por un lado el hidróxido de sodio con agua, poniendo primero el hidróxido sódico y vertiendo sobre él el agua a temperatura ambiente, imprescindible todo ello en un envase metálico, de vidrio o de cerámica, ya que al mezclar con el agua se produce una reacción química exotérmica que hace que la mezcla alcance mucha temperatura. Si se hace al revés, poniendo en el envase primero el agua y sobre ella se vierten las escamas (formato de venta) de hidróxido de sodio, se produce una reacción tan violenta que puede saltar producto hacia el exterior y producir quemaduras en la cara y manos.
Luego, una vez bien hecha la disolución, se añade esta mezcla al aceite previamente filtrado. Tras ello se remueve la mezcla muy bien, lo que tradicionalmente se denomina «empastar el jabón» y se cuece o directamente se vierte esta mezcla o pasta en un molde. Para que se complete el proceso de saponificación es necesario que el jabón pase por un proceso de «curación» que puede durar de cuatro a ocho semanas, aunque si se hace cociéndolo antes, no es necesaria esta «curación». Cuando el jabón ha endurecido dentro del molde se desmolda, se corta en trozos y se deja curar en una zona ventilada y fresca.
Existen dos formas de realizar el jabón de aceite:
- Proceso en frío: los materiales se trabajan a temperatura ambiente, lo cual hace que el jabón sea más opaco y no neutro, ya que al no alcanzar la temperatura suficiente, quedan ácidos grasos sin neutralizar por el hidróxido sódico y el jabón resultante siempre queda algo blando al presionarlo. Para que endurezca más hay que añadirle más cantidad de hidróxido de sodio, lo que va en perjuicio del jabón resultante, ya que es un jabón muy alcalino que reseca y agrieta mucho la piel.
- Proceso en caliente: es el más recomendable y los materiales se trabajan en caliente, para lo cual la mezcla de hidróxido de sodio y agua con aceite se realiza en un envase metálico con bastante capacidad y se deja reposar durante 24 horas. Después se pone a «cocer» siempre a fuego muy lento durante unas dos horas, removiendo muy bien y continuamente para que no se agarre (pegue) al fondo, pues si ocurriera esto, quedaría la elaboración llena de trozos de jabón pegado, a modo de grumos, que no podrían disolverse después. Todo ello hace que el jabón se vaya formando con una mejor saponificación, resultando un jabón neutro y más transparente (dependiendo del tipo de ácidos grasos presentes en el aceite utilizado), el cual por su menor densidad, queda flotando sobre una mezcla líquida de color marrón más o menos oscuro, que tradicionalmente se le llama «lejía de jabón» y es muy corrosiva por los restos de hidróxido de sodio que le quedan sin reaccionar en forma de jabón.

Al final del proceso de creación de jabón de aceite se le suele añadir un poco de resina natural llamada colofonia o «pez griega» para que el jabón no se enrancie a corto plazo y además produzca más espuma. También se le pueden añadir colorantes y esencias para que el jabón tenga diferentes aromas, colores y propiedades.
El jabón de aceite se puede elaborar con diferentes tipos de aceites, bien sea solos o mezclados, crudos o ya utilizados en fritos de cocina, aunque por el tipo de ácidos grasos que componen los diferentes aceites, algunos como el de girasol hacen que el jabón no llegue a endurecer totalmente aunque se haya cocido previamente, hecho que no ocurre con, por ejemplo, el aceite de oliva, cuyo jabón endurece muy bien.
La cantidad de hidróxido de sodio a utilizar en el proceso está determinada por el índice de saponificación de cada aceite.
- Datos: Q19521849